# Bosanski lonec
Bosanski lonec (izvirno ime bosanski lonac) je specialiteta bosanske kuhinje.
Priljubljen je v Bosni, vendar si je utrl pot tudi v druge dežele. Obstaja več receptov za bosanski lonec, vendar so vedno v njem meso, zelenjava in začimbe. Že pred več stoletji je bil pogosto na mizah bogatih in revnih, z razliko, da so bogati dodali več mesa, revni pa več zelenjave.
Standardne sestavine so: goveje meso, jagnjetina, zelje, krompir, paradižnik, korenje, peteršilj, česen in zrna popra (cela, ne zmleta).
Originalno se je jed kuhala v lončenem loncu na odprtem ognju. Bosanski lonec se praviloma postreže na mizi v loncu, v katerem se je kuhal in si gostje sami postrežejo ali pa postreže kuhar.